# فيديريكو فليني
فيديريكو فلـّـيني (بالإيطالية: Federico Fellini) كان مخرج أفلام إيطالي. ولد في 20 يناير 1920 بمدينة ريميني بإيطاليا، وتوفي في روما، في 31 أكتوبر 1993 بعد إصابته بنوبة قلبية. بدأ في كتابة السيناريو، لمخرجين آخرين، منذ 1943 وحتى 1952.

## نشأته
ولد فليني في مدينة ريميني وتأثر منذ نعومة أظافره بعروض السيرك وفناني المسرحيات الهزلية التي كانت تعرض في مدينته، وتأثرت أعماله بما تلقنه من تعليم في المدارس الكاثوليكية التي انتقدها كثيرا عبر أفلامه التي حملت فيها نظرةً كاثوليكية روحانية قوية بنفس الوقت.

## حياته المهنية
بعد عمله بوظائف مختلفة كصحفي لصفحة الجرائم ورسام للكاريكاتير، بدأ فليني مسيرته الفنية بالعمل ككاتب كوميدي لصالح الممثل ألدو فابريزي. وحظي في العام 1945 على نجاحه السينمائي الأول حين دُعي للمشاركة في كتابة سيناريو فيلم Open City، وهو من أهم أعمال المخرج روبيرتو روسيليني ضمن الحركة الواقعية الجديدة. وبعدها قام ذات المخرج بإخراج فيلم Ways of Love، الذي يتضمن جزءاً يستند عن قصة كتبها فيلليني اسمها The Miracle حول امرأة ريفية (آنا مغناني) تعتقد بأن الرجل المتشرد (يؤديه فليني نفسه) الذي جعلها تحمل هو القديس يوسف وأنها ستلد السيد المسيح.
وشهد فيلم Variety Lights عام 1950 المحاولة الإخراجية الأولى لفليني، وذلك بتعاونه مع المخرج الشهير ألبيرتو لاتودو، ويعرض الفيلم تفاصيل بعض الحركات السحرية لمجموعة من الاستعراضيين المتنقلين. ولحق هذا العمل فيلمين هما The White Sheik عام 1951 وI Vitelloni عام 1953؛ وأولهما كانت قصته كوميدية حول علاقة امرأة مع صورة مرسومة لبطل مسلسل تلفزيوني، والثاني هو كوميديا درامية عن مجوعة من الشبان وحياتهم الفارغة.

## التأثير
تعرف على الممثلة جوليتا ماسينا وتزوجها في العام 1943، وهي التي ظهرت لاحقاً في عدد من أفلامه، ووصفها بأنها المرأة الأكثر إلهاماً لأعماله.

## قائمة الأفلام
- أضواء حفل المنوعات (1950) بالاشتراك مع ألبرتو لاتوادا
- الشيخ الأبيض (1952)
- فيتولونيI، Vitelloni)1953)
- الطريق La Strada)1954)
- المحتالون (1955)
- ليالي كابيريا (1957)
- الحياة الحلوة La Dolce Vita)1960)حاز عنه جائزة السعفة الذهبية لمهرجان كان في دورة 1960
- بوكاشيو 70 (جزء - 1962)
- ثمانية ونصف (1963)
- جولييتا والأرواح (1965)
- قصص غير عادية أو أرواح الموتى (جزء - 1968)
- ساتيريكون (1969)
- المهرجون (1971)
- روما (1972)
- أماركورد (إني أتذكر - 1973)
- كازانوفا فلليني (1976)
- بروفة أوركسترا (1978)
- مدينة النساء (1980)
- السفينة تبحر (1983)
- جنجر وفرد (1986)
- المقابلة (1987)
- صوت القمر (1990)

## وصلات خارجية
- فيديريكو فليني على موقع IMDb (الإنجليزية)
- فيديريكو فليني على موقع الموسوعة البريطانية (الإنجليزية)
- فيديريكو فليني على موقع مونزينجر (الألمانية)
- فيديريكو فليني على موقع ألو سيني (الفرنسية)
- فيديريكو فليني على موقع ميوزك برينز (الإنجليزية)
- فيديريكو فليني على موقع تيرنر كلاسيك موفيز (الإنجليزية)
- فيديريكو فليني على موقع أول موفي (الإنجليزية)
- فيديريكو فليني على موقع قاعدة بيانات برودواي على الإنترنت (الإنجليزية)
- فيديريكو فليني على موقع قاعدة بيانات الأفلام السويدية (السويدية)
- فيديريكو فليني على موقع إن إن دي بي (الإنجليزية)